# Bodenfelde
Bodenfelde – miasto (niem. Flecken) i jednocześnie samodzielna (niem. Einheitsgemeinde) Niemczech, w kraju związkowym Dolna Saksonia, w powiecie Northeim.